# Étang du Gué de Selle

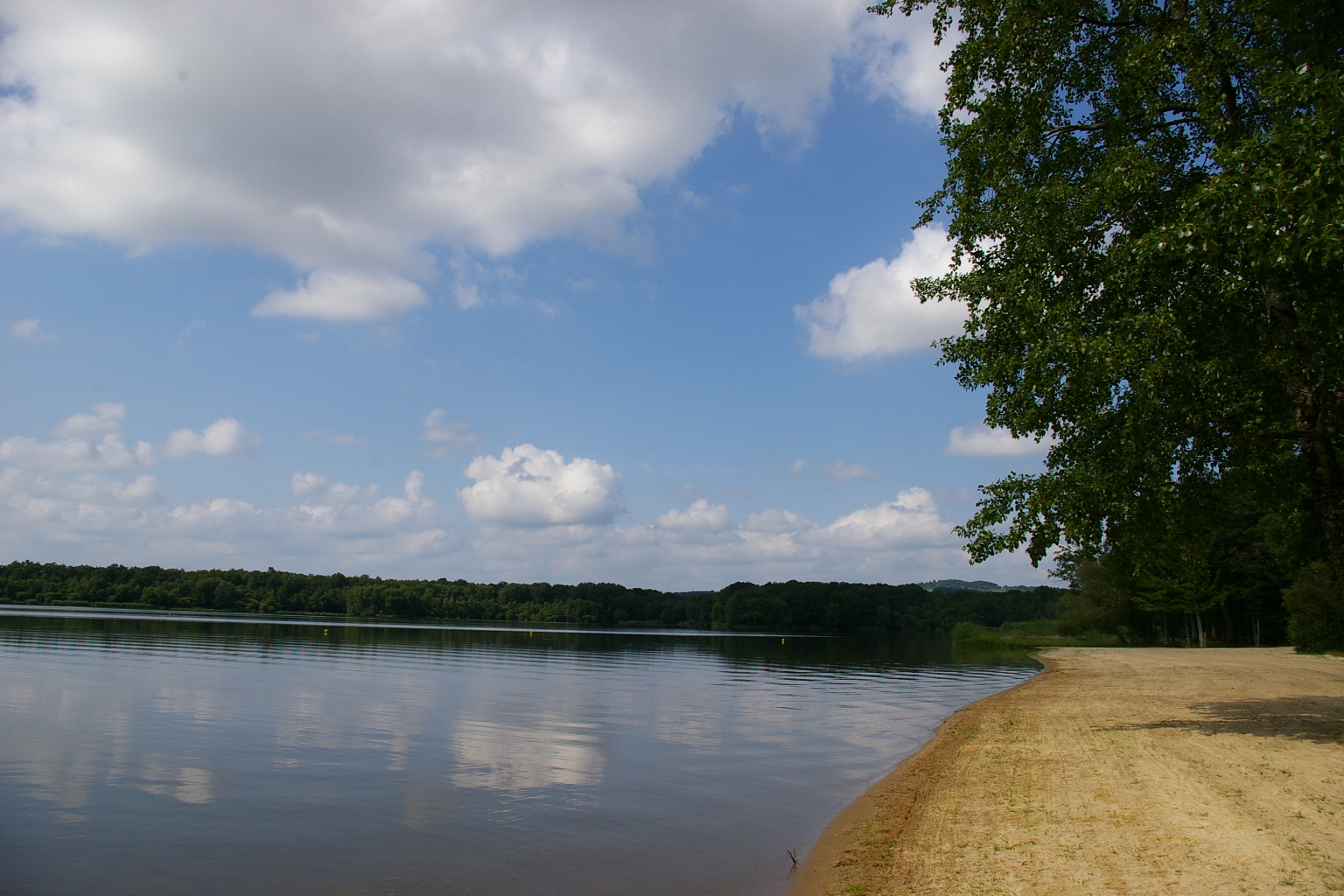

 (juillet 2023).
Si vous disposez d'ouvrages ou d'articles de référence ou si vous connaissez des sites web de qualité traitant du thème abordé ici, merci de compléter l'article en donnant les références utiles à sa vérifiabilité et en les liant à la section « Notes et références ».
L'étang du Gué de Selle, d'une étendue de cinquante hectares, est situé à Mézangers (Mayenne), sur la route D7 reliant Évron à Jublains et Mayenne. Il se situe au pied des collines des Coëvrons, notamment du Montaigu et du mont Rochard.
En bordure de l'étang se trouve une base de loisirs, dans un sous-bois de trente hectares.

## Histoire
Un acte du 12 juin 1498 mentionne cet étang de faible profondeur, qui constituait une dépendance du château du Rocher à Mézangers.
Son nom aurait pour origine un gué que l’on pouvait traverser facilement à cheval, jusqu'à ce qu'un jour l’eau monte jusqu'au niveau de la selle des chevaux. Cet étang pouvait donc être traversé à gué de selle.
Il est attesté depuis le XVIIIe siècle (carte de Jaillot).
- En 1976 l'archéologue départemental Jacques Naveau y découvre un habitat médiéval et un ancien chemin semblant correspondre au trajet Hambers-Évron.

## Le paysage
La région autour d’Évron forme l’une des deux grandes zones d’étangs de la Mayenne. Au cœur de cette zone, le Gué de Selle constitue un étang majeur de par sa superficie. Situé au contact de l’étang de la Chevalière, le site s’intègre dans un paysage de type bocager, en périphérie du bois d’Hermet, et à proximité de la butte du Montaigu, ce qui confère au site un intérêt paysager indéniable.

## Flore
Le site du Gué de Selle possède un patrimoine naturel riche et diversifié. On peut ainsi observer une formation végétale très rare dans le département de la Mayenne : le groupement amphibie oligotrophe à littorelle des étangs et baldellie fausse-renoncule, autrement désignée sous le terme de grève à littorelles. Élément d’une flore remarquable, la littorelle des étangs est une espèce protégée au niveau national, tout comme la potentille des marais, protégée au niveau régional.
- Saulaie, forêt de chênes.
- Ceinture de grandes plantes aquatiques, zone à nénuphars.

## Faune
L’étang du Gué de Selle présente, comme une majorité de zones humides, une richesse faunistique importante, qui s’exprime surtout d’un point de vue avifaunistique. L’intérêt ornithologique réside surtout dans la capacité d’accueil des oiseaux hivernants, en complémentarité avec l’étang de la Chevalière. Ainsi, le Gué de Selle offre une vaste surface d’alimentation (zone de gagnage), alors que la Chevalière propose une zone de repos et de calme (zone de remise). Le Gué de Selle constitue également une halte migratoire habituelle pour de nombreux canards (anatidés);  C'est une véritable réserve hivernale (mouettes, goélands : laridés…) au centre d’une région d’étangs.
Le site accueille également des oiseaux nicheurs au cours du printemps et de l'été (grèbe huppé, fuligules milouin et morillon, poule d’eau, foulque…). Les fuligules morillons et milouins sont des canards plongeurs qui se reproduisent sur l'étang.

## L'aménagement du site
La qualité du milieu a depuis longtemps induit une fréquentation importante. À la fin des années
1930, le propriétaire du site a souhaité mettre son étang à la disposition des amateurs de baignade : une petite plage de sable, de grands chênes pour le pique-nique, le succès est immédiat.
- 1975 : le Syndicat intercommunal à vocations multiples d'Évron décide d'acheter ce site de 86 hectares pour l'aménager en espace touristique et de loisirs
- 1976 : l'étang est curé pour faciliter la navigation des voiliers
- 1978 : aménagement d'un parking
- 1979-1980 : rénovation de la ferme des Pescheries en vue de sa transformation en restaurant
- 1992 : installation du Relais du Gué de Selle, hôtel et restaurant ***. Construction de la base nautique (club sportif et initiation des scolaires à la voile)
- 1981 : aménagement de courts de tennis
- 1988 : création d'un swing-golf de 9 trous sur une superficie de 3.5 hectares, puis d'un terrain de football
- 1992 : construction d'un centre d'hébergement sportif, puis d'une salle de restauration
- 2001 : renforcement de la digue de l'étang
- 2006 : un chemin piétonnier est aménagé pour les randonneurs, cyclistes et cavaliers entre Évron et le Gué de Selle.

Le site est géré par la communauté de communes des Coëvrons.

## Loisirs

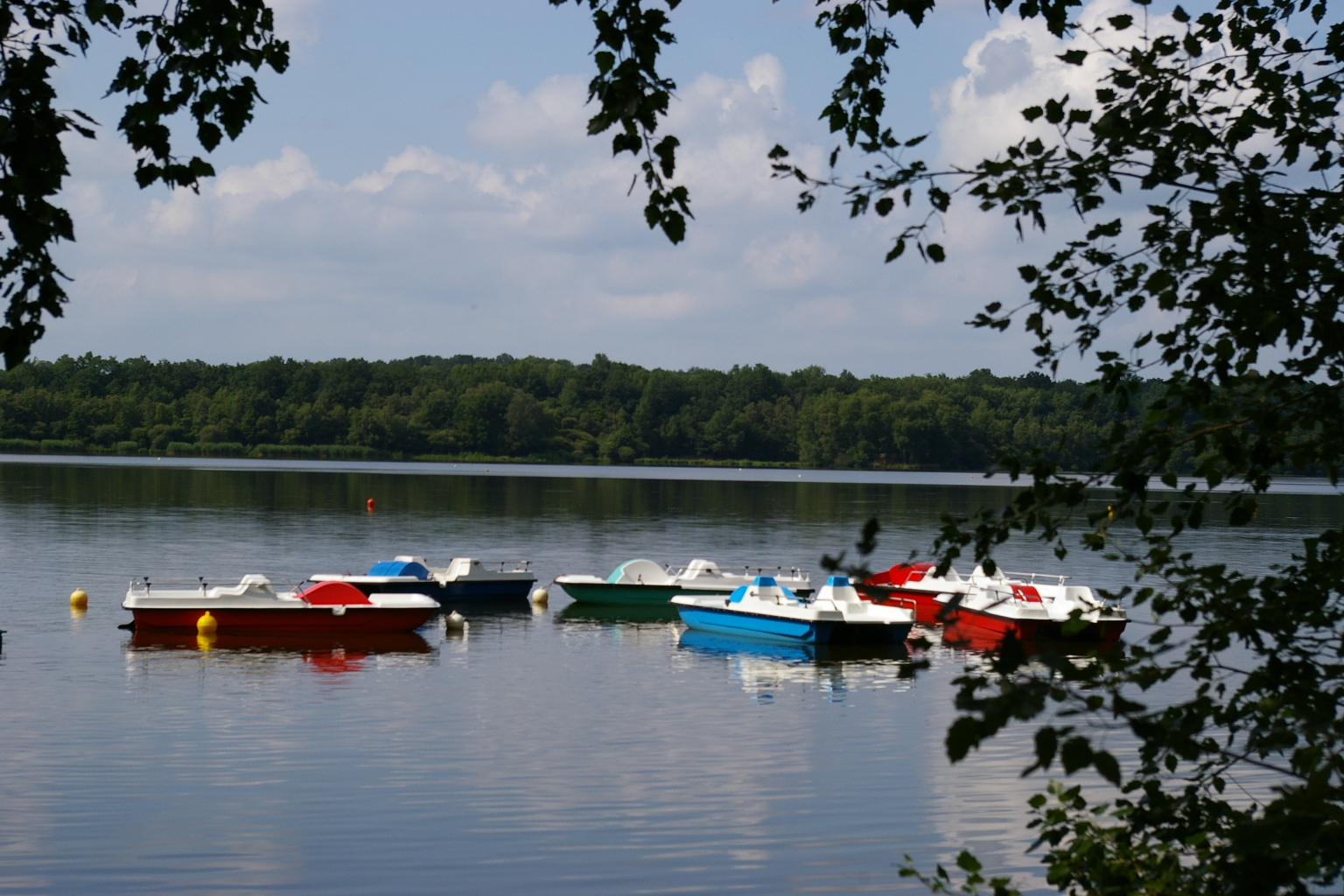

- Baignade
- Centre sportif
- Équitation
- Parcours botanique
- Pêche
- Pique-nique
- Poney-club
- Promenade
- Randonnée pédestre, équestre ou VTT
- Voile, activités nautiques

## À voir à proximité
Au cœur du Pays d'art et d'histoire Coëvrons-Mayenne :
- Mézangers : château du Rocher
- Évron : basilique, Abbaye Notre-Dame
- Jublains : cité gallo-romaine
- Sainte-Gemmes-le-Robert : Rubricaire
- Hambers : le Montaigu
- Mayenne : Château carolingien
- Sainte-Suzanne : cité médiévale
- Montourtier : château de Bourgon
- Saulges : grottes et canyon

## Sources et Bibliographie
- « Étang du Gué de Selle », dans Alphonse-Victor Angot et Ferdinand Gaugain, Dictionnaire historique, topographique et biographique de la Mayenne, Laval, A. Goupil, 1900-1910 [détail des éditions] (BNF 34106789, présentation en ligne)
- Mayenne Nature Environnement : ref. Étang du Gué de Selle : Plan de Gestion 2006-2010